# Craig Gillespie
Craig Gillespie (Sydney, 1 september 1967) is een Australische film- en televisieregisseur.

## Biografie
Craig Gillespie werd in 1967 geboren in Sydney en verhuisde op negentienjarige leeftijd naar New York om er te studeren aan de School of Visual Arts. In navolging van een vriend ontwikkelde hij als jonge twintiger een interesse in het regisseren van films. Hij bestempelt zichzelf als een atheïst.
Gillespie begon zijn carrière met het regisseren van reclamespots. In die rol werkte hij samen met bekende cameramannen als Adam Kimmel en Rodrigo Prieto. In zowel 2001 als 2002 werd hij voor zijn reclamewerk genomineerd voor een Directors Guild of America Award. Twee van zijn reclamespots behoren ook tot de permanente collectie van het Museum of Modern Art in Manhattan.
In 2007 maakte hij met de komedies Mr. Woodcock en Lars and the Real Girl zijn filmdebuut. Nadien regisseerde hij zes afleveringen van de tv-serie United States of Tara (2009–2011) en de pilot van My Generation (2010).
In 2011 regisseerde Gillespie de horrorremake Fright Night (2011). Kid Cudi schreef voor de film het nummer "No One Believes Me". Gillespie regisseerde ook de videoclip van het rocknummer.
Met I, Tonya verfilmde hij in 2017 het levensverhaal van de controversiële kunstschaatsster Tonya Harding.

## Filmografie

### Film
- Mr. Woodcock (2007)
- Lars and the Real Girl (2007)
- Fright Night (2011)
- Million Dollar Arm (2014)
- The Finest Hours (2016)
- I, Tonya (2017)
- Cruella (2021)
- Dumb Money (2023)

### Televisie
- United States of Tara (2009–2011) (6 afleveringen)
- My Generation (2010) (pilot)
- Trooper (2013) (tv-film)